# Hallstatt

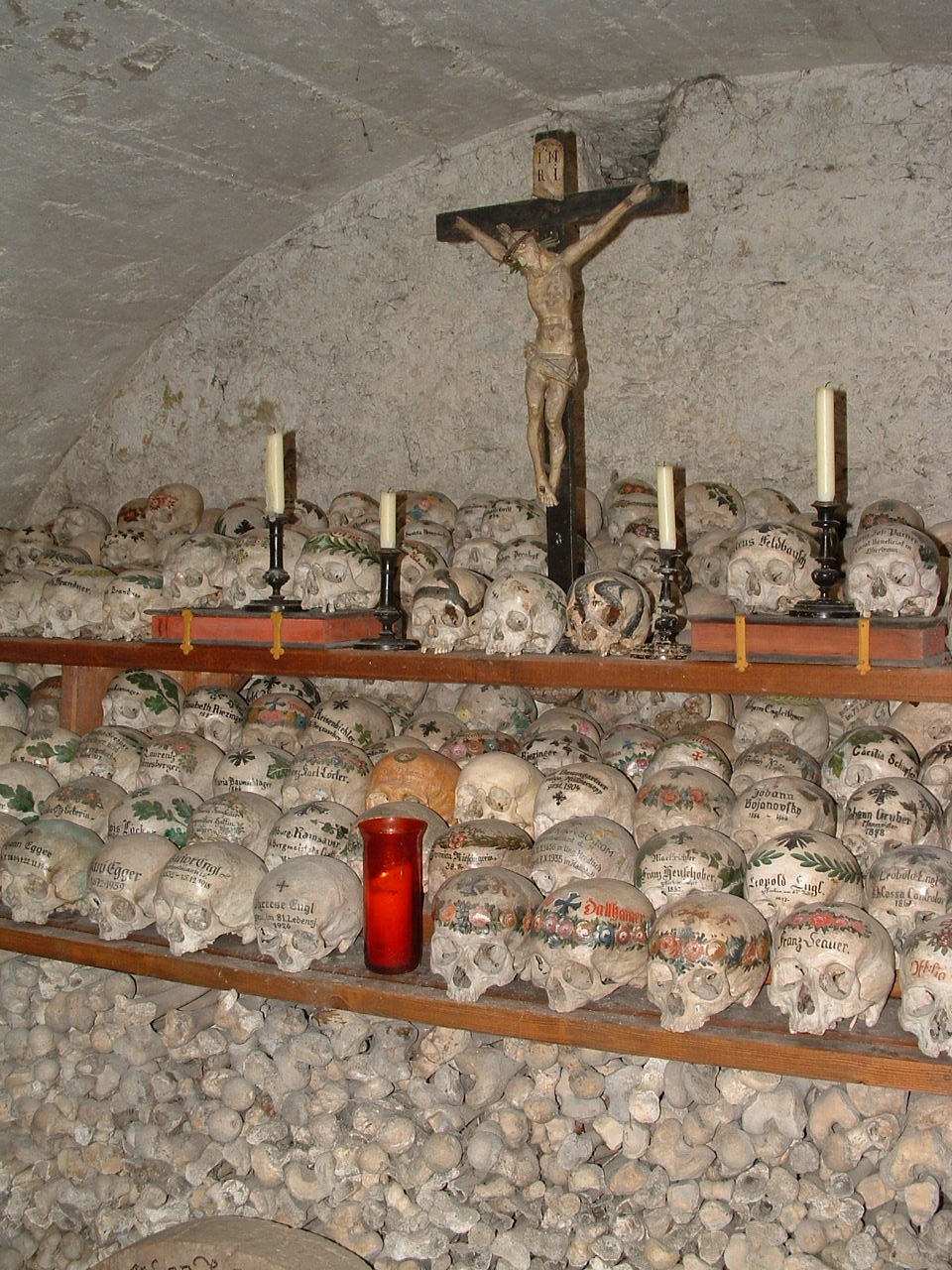
Osario de Hallstatt.

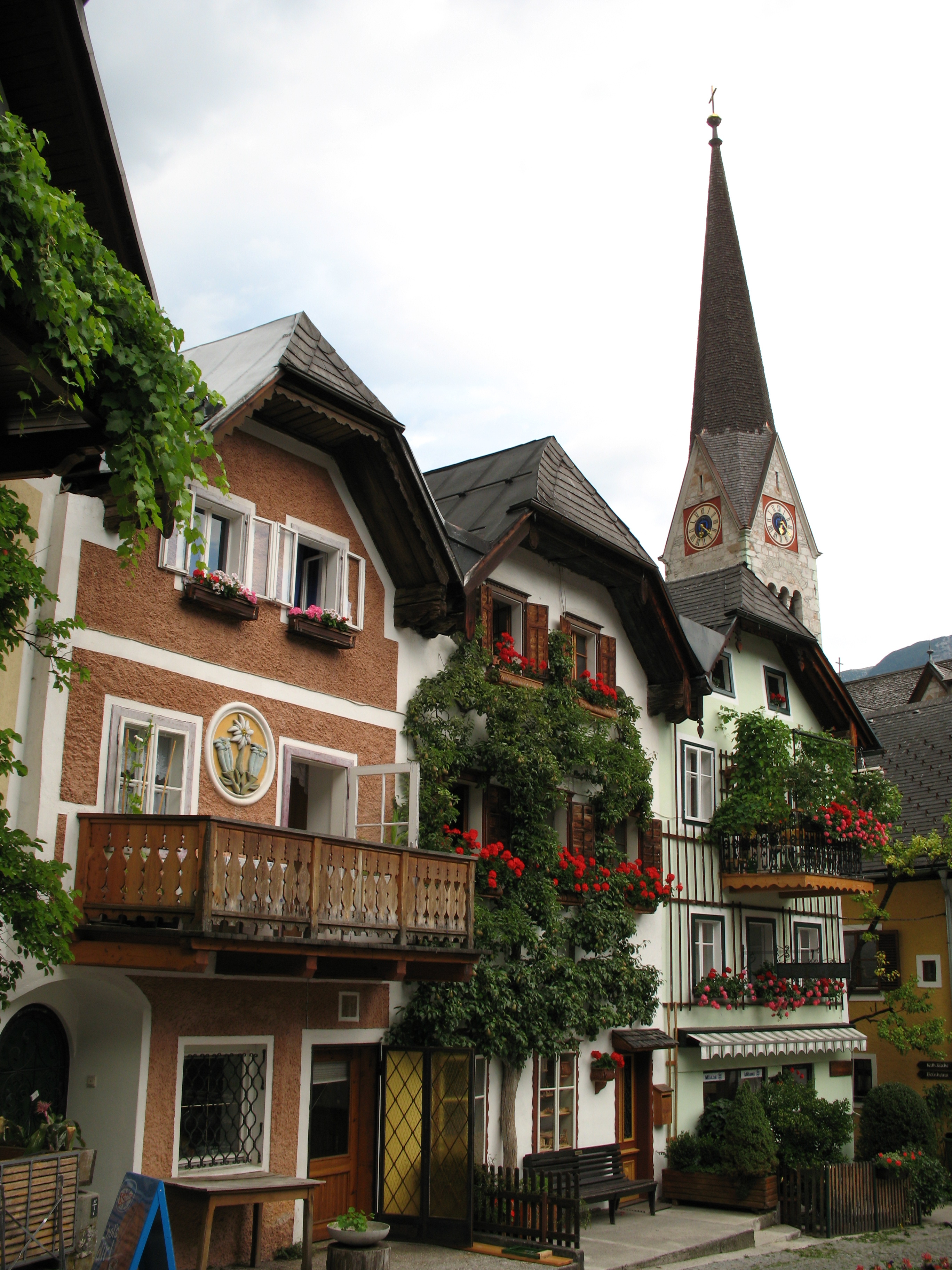
Torre de la Iglesia Católica de Hallstatt.

Hallstatt /ˈhalʃtat/ (Alta Austria) es una localidad del distrito montañoso de Salzkammergut, en Austria. Está localizada junto al lago Hallstatt. Etimológicamente el nombre de Hall probablemente proviene del término céltico con el que se denominaba a la sal, abundante en las minas cercanas. La localidad da su nombre a la cultura de la edad de Hierro denominada Cultura de Hallstatt. En 1997, el paisaje cultural de Hallstatt-Dachstein fue declarado Patrimonio de la Humanidad por la Unesco.

## Historia
Hasta el siglo XIX la única posibilidad de llegar a la localidad era en barco o por senderos estrechos. La tierra entre las montañas y el lago era escasa siendo esta poca tierra ocupada por la localidad misma. El acceso entre las casas y la orilla del lago se realizaba a través de una pasarela elevada sobre los áticos de las casas. El primer camino importante se construyó en 1890 por la parte oeste a través de la roca.
No obstante en este paraje aislado e inhospitalario se estableció uno de los primeros asentamientos humanos gracias a los yacimientos de sal. Algunos de los hallazgos más antiguos de Hallstatt datan del 5000 A.C. En 1846 Johann Georg Ramsauer descubrió un cementerio prehistórico cercano al actual emplazamiento del pueblo. El trabajo de investigación de Ramsauer continuó hasta 1863, desenterrando más de 1000 fosas de forma meticulosa desde la primera hasta la última. Cada fosa fue medida y dibujada antes y después de ser excavada. Esta metodología de estudio de los yacimientos inicia una nueva manera más metódica de realizar estudios arqueológicos.
La actividad comercial y la abundancia de recursos permitió el desarrollo de una cultura altamente desarrollada, después de resultados de Salzberghochtal, fue nombrada la cultura de Hallstatt.
No hay hasta la fecha acontecimientos notables registrados ocurridos en Hallstatt durante la época romana o principios de la Edad Media. En 1311, Hallstatt se convirtió en una ciudad comercial, mostrando que no había perdido su valor económico. Hoy, aparte de la producción de sal, que desde 1595 se transporta en forma de salmuera unos 40 kilómetros de Hallstatt a Ebensee a través de una tubería, el turismo juega un factor principal en la vida económica de la ciudad. Dicen los turistas que Hallstatt es el sitio «de la tubería más vieja del mundo», que fue construida hace 400 años a partir de 13 000 troncos ahuecados. El terreno es tan escaso que a los diez años se exhumaban los cuerpos del cementerio para dejar terreno libre para nuevos enterramientos siendo trasladados a un osario. Una colección de cráneos elaboradamente adornados con los nombres de sus dueños, profesiones y fechas de la defunción inscritas en ellos se encuentran en exhibición en la capilla local.

## Lugares de interés

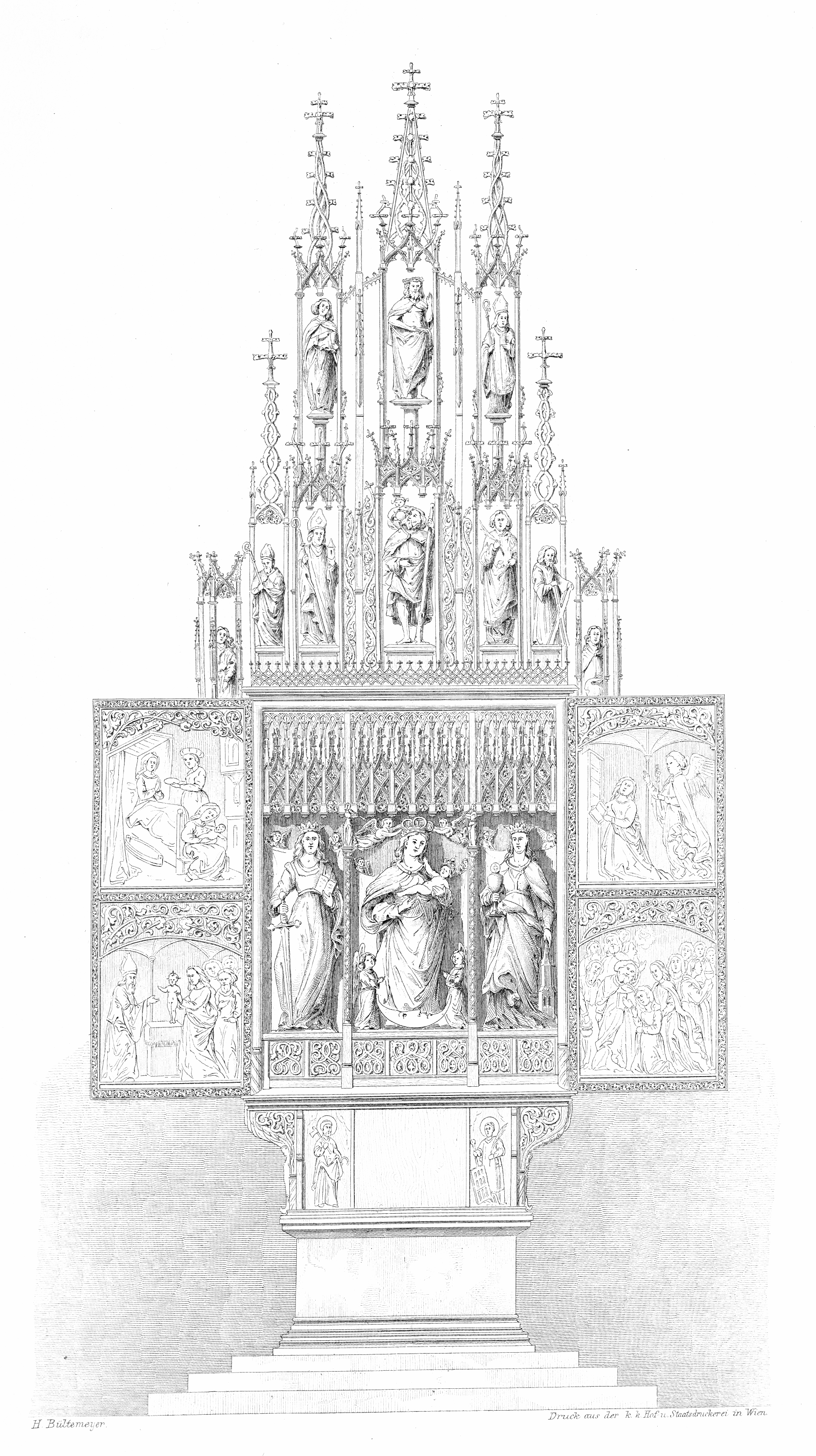
altar gótico tardío en la Iglesia parroquial, 1510, xilografía 1858

- Mina de sal (Salzwelten Hallstatt): se dice que es la mina de sal más vieja del mundo, con 7000 años de explotación. Se llega a ella a pie o con un moderno funicular (abierto desde finales de abril hasta el 26 de octubre), en su interior existe un museo de la mina, en el que se puede contemplar la réplica del "Hombre de sal", un cadáver encontrado en abril de 1734 preservado en un depósito de sal, sorprendentemente conservado con su ropa y herramientas, se asume que el hombre perdió su vida durante un accidente cuando trabajaba en la mina, hacia el año 1000 a. C. También se puede seguir “la conducción de agua más antigua del mundo” durante una excursión a lo largo del camino del conducto de agua salina.
- Plaza principal (Marktplatz): destacada por su fuente central y sobre todo por sus fachadas cubiertas de enredaderas y flores.
- Iglesia parroquial católica (Pfarrkirche): es una pequeña iglesia gótica, se comenzó a construir alrededor de 1181, su impresionante torre es del siglo XII. Fue terminada hacia el 1505. Ha sido restaurada en 2002. Durante las ásperas guerras religiosas que siguieron, la iglesia fue utilizada alternativamente por los católicos y los protestantes. Tiene un pequeño cementerio montañés a su lado.
- Iglesia Kalvarienberg: data de 1711. Fue restaurada con cerca de 24000 maderas, ya que estaba en peligro de derrumbamiento. Fue un regalo de una rica pareja sin hijos, que quisieron que la iglesia fuera su lugar de reclinación final.
- Iglesia protestante: de estilo neogótico fue construida en 1863. Las enseñanzas protestantes llegaron a ser populares especialmente entre mineros, en el siglo XVI. Fue una época de lucha y agitación durante este período de la reforma religiosa. A primeros de 1601, todos los puentes fueron destruidos y el transporte de la madera fue imposible. Predicadores evangélicos se levantaron contra la iglesia católica. Con todo, el arzobispo de Salzburg suprimió esta rebelión, y condenó a muerte a los opositores y quemados sus hogares. En 1734, 300 protestantes eran expulsados de sus hogares en Hallstatt, Ischl y Goisern. En 1781, el emperador José II demostró una cierta tolerancia religiosa y permitió que los protestantes practicaran su fe con restricciones. En este tiempo, había 500 habitantes protestantes de Hallstatt, y apenas tres años más tarde habían construido su primer sitio de rezo así como una escuela privada. El emperador Francisco José I (1861) declaró que la fe católica y protestante debían ser toleradas por igual.
- Osario Hallstätter Beinhaus: colección de unos 1.200 cráneos bellamente adornados. Este osario fue creado porque el cementerio de la ciudad se quedó pequeño y buscaron una alternativa que consistía en enterrar a los muertos durante diez años y después se exhumaban, se limpiaban y se colocaban los huesos en el osario. Las calaveras comenzaron a pintarse con los símbolos familiares (como hojas de roble, laureles o rosas). El orden de los cráneos define su relación parental.
- Excavaciones arqueológicas: muestra los objetos hallados en las tumbas que en su totalidad fue llamada la “Época de Hallstatt” (1300-400 a. C.), y que aún hoy nos hablan de la prosperidad de esa época. Se descrubieron tres fraguas de la mina de sal con un molino de martillo y los muros externos de Habsburg de la alta Edad Media, así como restos de las fundaciones romanas y de piedras prehistóricas, también numerosos objetos de metal (de fraguas de la mina de sal), cerámica (Edad de Piedra, prehistórico, romano, medieval y moderno) era también descubierto. Estos valiosos objetos se pueden apreciar durante todo el año en el Museo “Kulturerbe Hallstatt”, donde puede hacerse un viaje en el tiempo por los 7000 años de la historia de Hallstatt. La exposición está abierta gratuitamente durante las horas de oficina (diarias en el verano, lunes - sábado en invierno).
- Torre de Rudolf: con una imponente vista de Hallstatt desde la montaña, la denominada Torre Rudolf I, el primer líder del imperio de Habsburg, fue construida entre 1282 y 1284 por su duque Albrecht I como defensa para los mineros de Salzberg. En 1313 la torre se convirtió en la residencia del encargado de la mina de sal y permaneció así más de 640 años, hasta finales del siglo pasado. Un restaurante fue abierto en ella en 1960.
- Lago Hallstättersee: lo forma el río Traun, afluente del río Danubio, está repleto de peces.
- Cascadas Waldbachstrub: se trata de un impresionante salto de agua de 90 metros, en tres tramos, al que se llega tras un romántico paseo. Es un lugar pleno de leyendas locales.
- Mirador 5 Fingers: plataforma con el suelo de cristal, denominado así porque simula la forma de una mano con los 5 dedos sobresaliendo de la montaña de Dachstein.

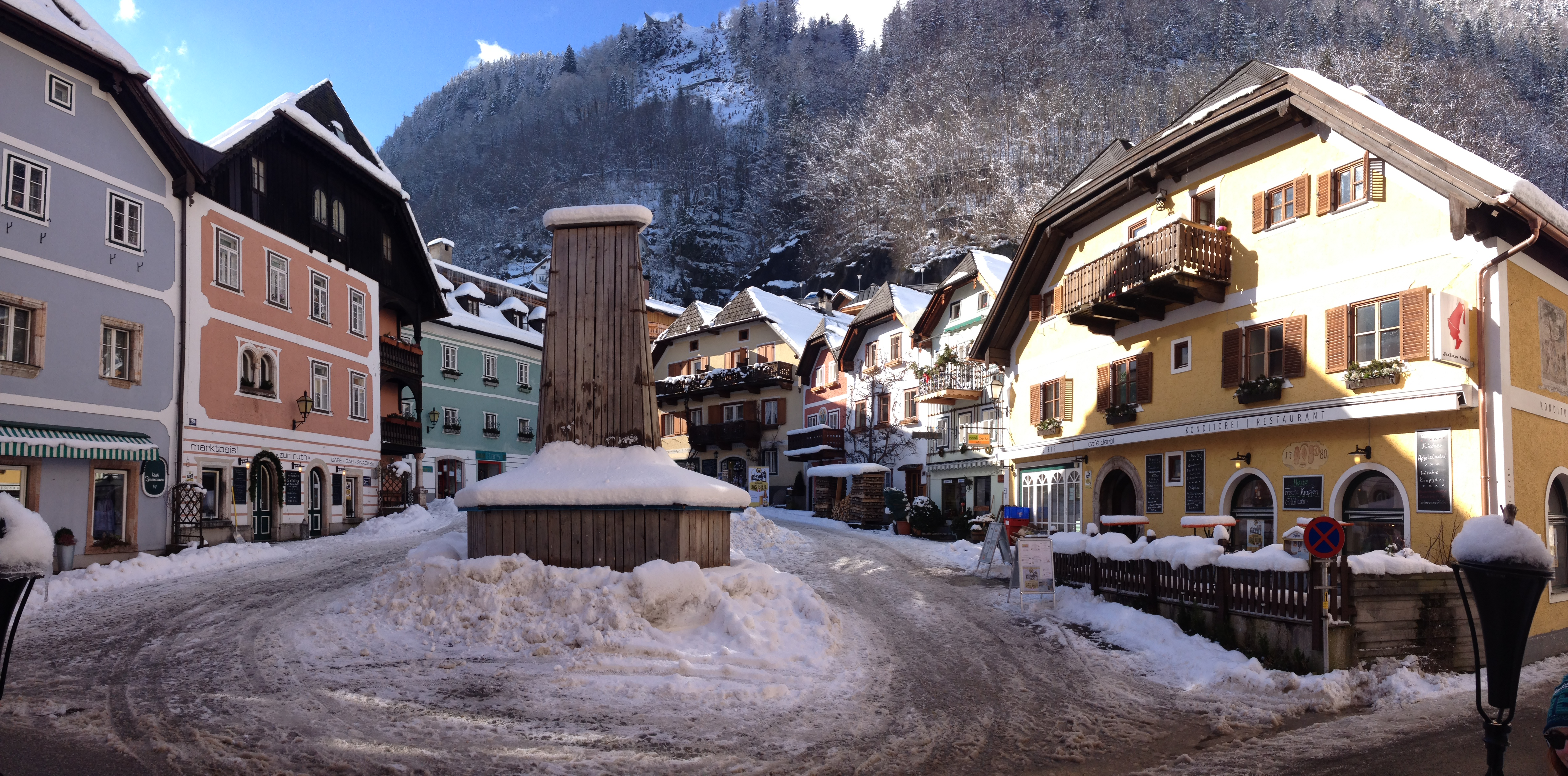
Plaza Principal de Hallstatt, con la fuente resguardada en la estructura de madera central.

## Réplica
El 18 de junio de 2011, se informó que en un estado chino se propusieron construir una reproducción de la ciudad entera en Huizhou, en la provincia de Guangdong.